# Hattersheim am Main
Hattersheim am Main é um município da Alemanha, situado no distrito de Main-Taunus, no estado de Hesse. Tem 15,82 km² de área, e sua população em 2019 foi estimada em 27.674 habitantes.